# Volontaires pour la défense de la patrie
Les Volontaires pour la défense de la patrie (VDP) sont une milice burkinabè formée en décembre 2019 pendant l'insurrection djihadiste au Burkina Faso.

## Histoire
Des groupes d'autodéfense de civils en armes, nommés Koglweogo (« gardiens de la brousse » en mooré, la principale langue du pays) apparaissent en 2013 contre le banditisme dans de nombreuses régions à la fin du régime de Blaise Compaoré, marquée par une forte augmentation de l’insécurité.
La mise en place du groupe des Volontaires pour la défense de la patrie qui militarise ses groupes est annoncée en décembre 2019 par le président Roch Marc Christian Kaboré pour s'opposer aux groupes djihadistes actifs dans le nord du Burkina Faso : l'État islamique dans le Grand Sahara, le Groupe de soutien à l'islam et aux musulmans et Ansarul Islam,. 
Le 21 janvier 2020, l'Assemblée nationale adopte à l'unanimité un projet de loi soumis par le gouvernement portant création des VDP, des « auxiliaires de défense » formés, équipés et encadrés par le ministère de la Défense. Le dispositif prévoit que ces forces supplétives seront encadrées par les Forces de défense et de sécurité et bénéficieront d’un soutien financier mensuel. Les VDP reçoivent une formation militaire de 14 jours et interviennent aux côtés de l'armée pour des missions de surveillance, d'information et de protection. Ils font également office de guides et de pisteurs et sont souvent engagés dans des combats. D'après un décompte de l'AFP, au moins 200 VDP sont tués entre le début de l'année 2020 et l'été 2021,.
En octobre 2022, le Burkina Faso lance une campagne pour recruter 50 000 personnes pour les VDP,. Fin novembre, après le coup d'État ayant porté au pouvoir Ibrahim Traoré, les autorités annoncent avoir recruté 90 000 personnes, même si tous les recrutés ne seront pas forcément retenus pour intégrer les VDP. Selon les autorités, les effectifs de l’armée seraient de 14 000 militaires, tous profils confondus ; les VDP seraient donc plus nombreux que les forces régulières.
En août 2024, au moins 200 personnes dont  des VDP sont massacrés par des djihadistes du GSIM lors d'une attaque à Barsalogho,.

## Critiques
Certaines personnes, notamment des fonctionnaires et des militants, ont été enrôlés de force dans les VDP. Il semblerait que cela soit le fait de dissensions politiques apparues avec la junte,.
Certains VDP sont accusés de pillages et d'exactions contre des populations civiles accusées de collaborer avec les djihadistes, alors que ces dernières sont aussi sujettes à des représailles des groupes djihadistes pour leur collaboration supposée avec les VDP. Dans un rapport paru en mai 2025, Human Rights Watch dénonce des « massacres ethniques » commis par les VDP et les forces armées en mars contre les Peuls lors de l'opération Tourbillon vert 2 autour de Solenzo (province des Banwa). Ces exactions auraient fait une centaine de morts.